# Lorens Pasch il Giovane
Lorens Pasch il Giovane (Stoccolma, 6 giugno 1733 – Stoccolma, 29 aprile 1805) è stato un pittore svedese.

## Biografia
Nacque nel 1733 a Stoccolma come uno dei figli di Lorens Pasch il Vecchio.
Il padre, desiderando che Lorens entrasse nel clero per via dell'instabilità della carriera artistica, mandò il figlio ad Uppsala all'età di 10 anni. Tuttavia, la sua inclinazione per l'arte lo ricondusse a casa e, ricevuti gli insegnamenti del padre, studiò per tre anni con Carl Gustaf Pilo a Copenaghen.
Nel 1758 andò a Parigi per specializzarsi nella pittura storica su Eustache Le Sueur e con François Boucher e, tornato in patria nel 1766, venne presentato a corte per poi ritrarre il re Adolfo Federico e la regina Luisa Ulrica.
Nel 1773 divenne professore alla Målareakademien, di cui divenne direttore nel 1793 alla morte di Pilo. Morì celibe nel 1805.

## Galleria d'immagini

La regina vedova Luisa Ulrica
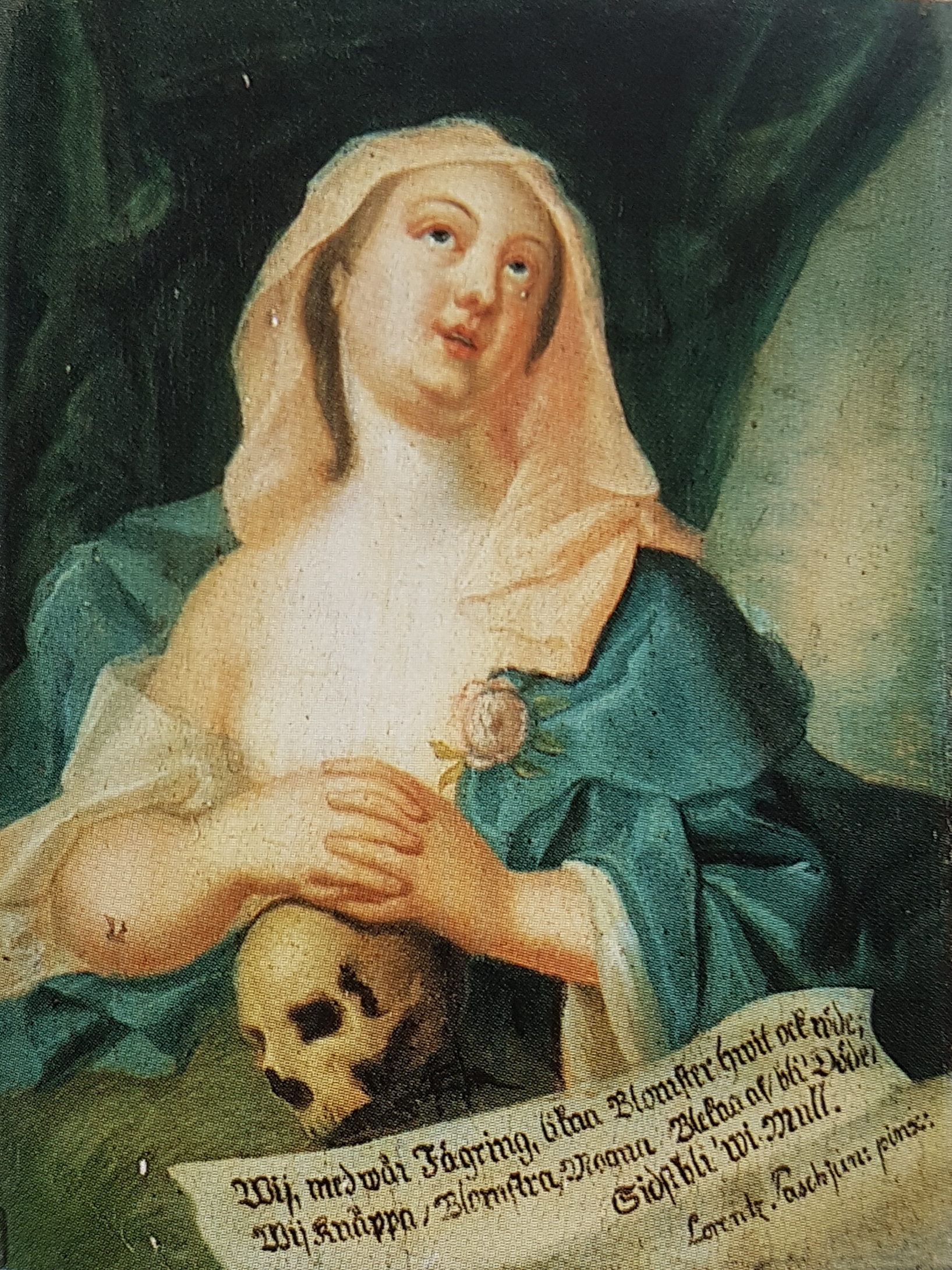
Maria Maddalena
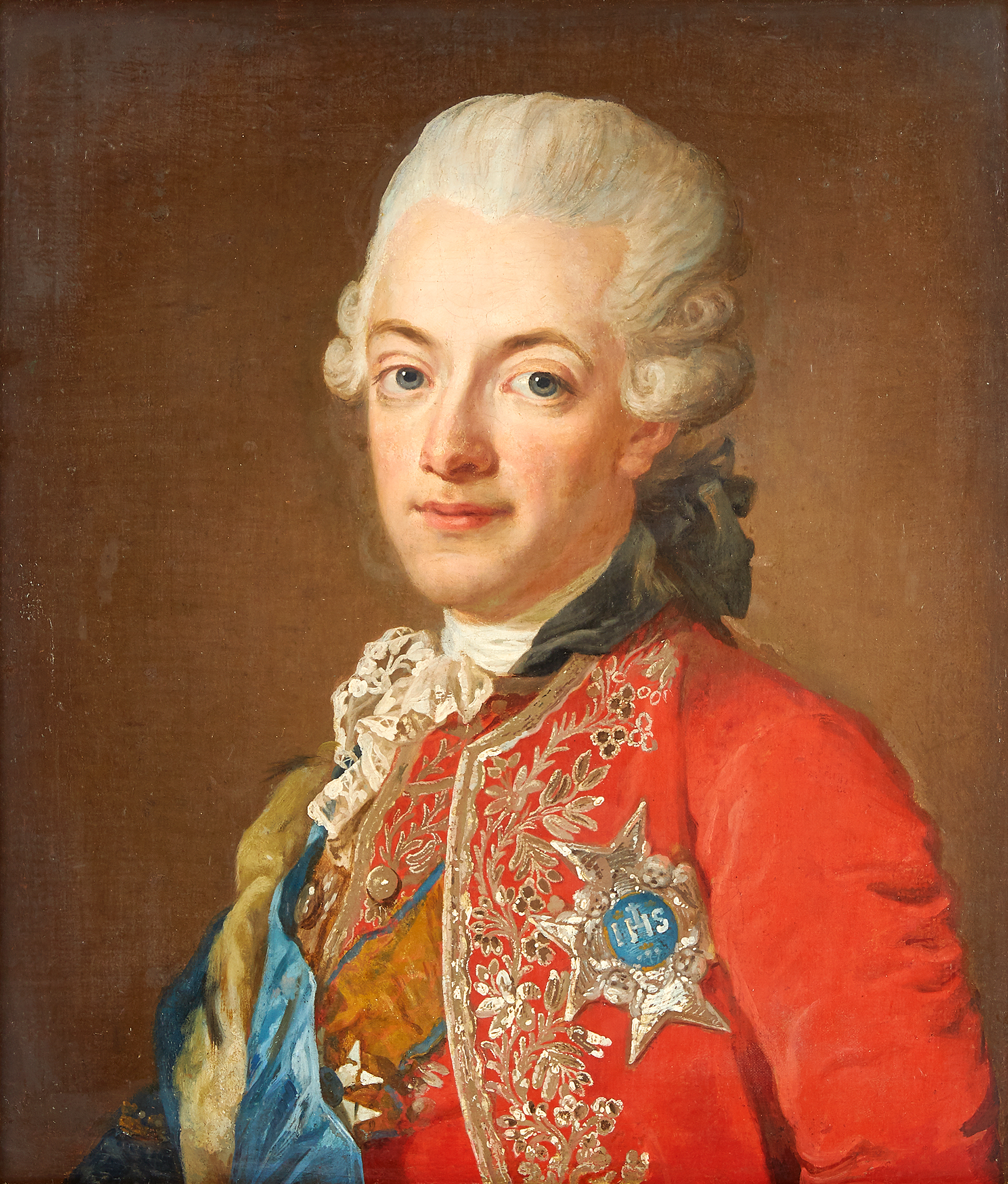
Gustavo III
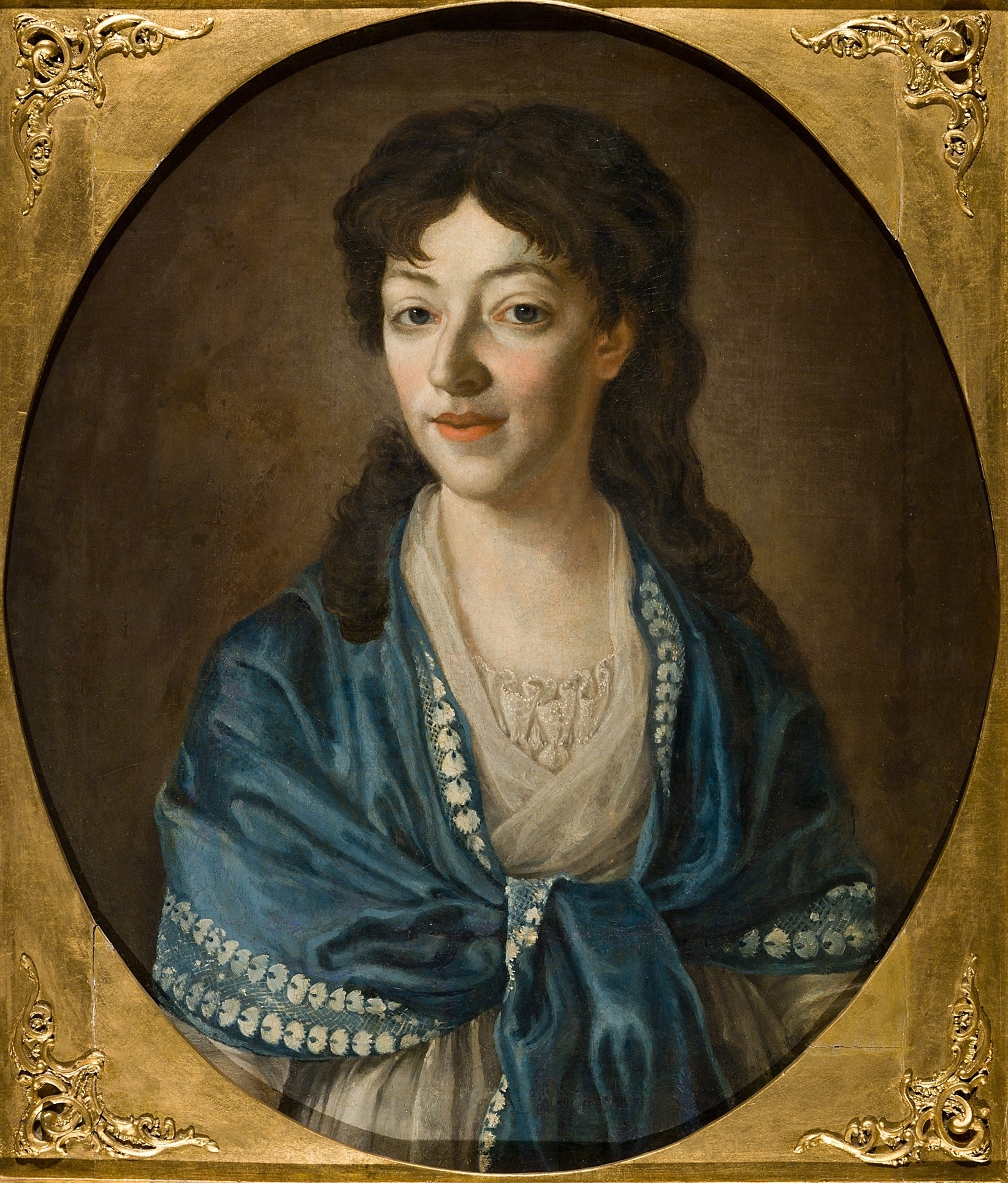
Mamsell Arfvidsson
Gustavo IV Adolfo